# Herb obwodu mohylewskiego
Herb obwodu mohylewskiego przedstawia na tarczy kroju francuskiego na górze w polu złotym w błękitnym owalu ikonę Najświętszej Marii Panny. U podstawy zielone trójwzgórze z trzema złotymi kłosami zboża. Tarcza otoczona jest złotymi gałęziami dębowymi i laurowymi związanymi błękitną wstęgą. Herb nawiązuje do herbu guberni mohylewskiej Imperium Rosyjskiego nadanego 5 lipca 1878. 
Herb przyjęty został 3 stycznia 2005 ukazem prezydenta Białorusi nr 1.